# Epifaniusz z Pawii
Epifaniusz z Pawii, wł. Epifanio di Pavia (ur. 438/439 w Pawii, zm. 22 stycznia 496/497 tamże) - rodzony brat św. Honoraty, ósmy biskup Pawii, święty Kościoła katolickiego, zwany "ojcem światłości i biskupów".
Informacje o życiu Epifaniusza pochodzą z biografii Vita Epiphanii napisanej przez dziesiątego biskupa Pawii św. Magnusa Felixa Ennodiusa.
Epifaniusz, oprócz św. Honoraty, najmłodszej siostry, miał jeszcze trzy: Specjozę (Speciosa), Luminozę (Luminosa) i Liberatę, wszystkie uznane później za święte dziewice. Według niektórych współczesnych badaczy tylko św. Honorata była siostrą św. Epifaniusza.
W wieku ośmiu lat Epifaniusz został przyjęty przez ówczesnego biskupa św. Kryspina w poczet swoich uczniów. Kryspin wyświęcił Epifaniusza na diakona widząc w nim swojego następcę. W 466/467, po śmierci bpa Kryspina, został konsekrowany na biskupa w Mediolanie obejmując biskupstwo diecezji Pawii w wieku ok. 27 lat sprawując urząd do śmierci. Starał się odbudować zniszczone miasto (476) przez przeciwników Teodoryka Wielkiego i wojska Orestesa. Dał się poznać, jako promotor pokoju z barbarzyńcami za czasów rządu Odoakra. Doprowadził do uwolnienia 6000 jeńców przetrzymywanych w Lyonie przez Gundobada. Wspomagał i opiekował się biednymi w swojej diecezji. W 496 udał się do Rawenny, aby wyprosić u króla obniżenie podatków. Zapadłszy tu na zdrowiu, zmarł w wieku 58 lat, 22 stycznia (jak ustalono w ostatnim dziesięcioleciu XX wieku) i został pochowany w swoim rodzinnym mieście w kościele św. Wincentego. W późniejszych latach obok niego spoczęły jego siostry uznane przez Kościół za święte dziewice.
22 stycznia 962, za czasów Ottona I, przeniesiono jego relikwie do Hildesheim. Podobno zostały potajemnie wykradzione przez biskupa diecezji hildesheimskiej Othwina (+984) i księdza Thangwarda. Obecnie relikwiarz znajduje się w ołtarzu głównym w Katedrze Wniebowzięcia Matki Boskiej, której jest patronem.
Jego wspomnienie liturgiczne obchodzone jest za Martyrologium Rzymskim 21 stycznia. W Hildesheim święto przypada w dzień translacji relikwii (22 stycznia).